# Ottavio Bruni
Ottavio Gaetano Bruni (Acquaro, 15 aprile 1944) è un politico italiano.

## Biografia
Responsabile amministrativo scolastico, sposato, con due figli, è un esponente politico del mondo cattolico.
Impegnato fin da giovane in politica, aderisce dapprima alla Democrazia Cristiana e successivamente al Partito Popolare Italiano, di cui sarà segretario provinciale a Vibo Valentia e componente del consiglio nazionale.
È stato sindaco di Acquaro per due mandati, consigliere provinciale e assessore provinciale alla Provincia di Catanzaro, componente del direttivo dei nuclei industriali di Vibo Valentia e Crotone, componente del comitato di gestione della Usl 21 e presidente della Comunità Montana dell'Alto Mesima per dieci anni.
Nel 1999 viene eletto presidente della Provincia di Vibo Valentia, alla guida di una coalizione di centrosinistra, e riconfermato per un secondo mandato alle successive elezioni del 2004 (con il 61,4% dei voti). Aderisce alla Margherita e si avvicina all'area politica del presidente della Regione Agazio Loiero che, nel 2006, lo porta ad essere tra i fondatori del Partito Democratico Meridionale, in polemica con una sua mancata candidatura nelle liste dell'Ulivo alle elezioni politiche di quell'anno.
Nel 2008 viene nominato, dall'allora Presidente Agazio Loiero, Sottosegretario alla presidenza della Giunta regionale calabrese incarico che mantiene per qualche mese, nel luglio 2008 infatti è costretto a dimettersi in quanto viene colpito da uno scandalo familiare, durante il blitz della polizia che porterà all'arresto del latitante della 'ndrangheta Francesco Fortuna (presunto affiliato al clan Bonavota) viene trovata in compagnia di quest'ultimo la figlia del politico, Bruni anche se estraneo alla vicenda si dimette per evitare strumentalizzazioni, nel luglio 2010 la Procura della Repubblica di Vibo Valentia chiede l'archiviazione per le accuse contestate alla ragazza in quanto non avrebbe favorito il latitante.
Nel 2010 si candida alle elezioni regionali nella lista "Autonomia e Diritti" ispirata da Loiero e viene eletto consigliere con 6.265 preferenze, ricoprendo il ruolo di capogruppo. Nel luglio 2011 aderisce all'Unione di Centro.
Nel 2023 si candida alle elezioni amministrative del suo comune di residenza Sant'Onofrio con la lista "Per il Bene Comune".

## Vicende giudiziarie
Ottavio Bruni è stato indagato dal 2009 (nell'ambito dell'inchiesta alluvione bis) dalla Procura della Repubblica di Vibo Valentia per l'alluvione del 3 luglio 2006 che causò ingenti danni a persone (tra cui 3 morti) e cose del territorio provinciale di Vibo Valentia, al politico regionale vengono contestati i reati di inondazione colposa, disastro colposo ed omissione di atti d'ufficio «perché in violazione delle norme di attuazione e misura di salvaguardia allegate al Piano stralcio per l'assetto idrogeologico della Regione Calabria, quale Presidente della Provincia ha omesso di procedere alla designazione del funzionario responsabile della realizzazione e programmazione delle opere volte alla rimozione delle criticità individuate dal Pai in relazione all'attraversamento stradale posto sul torrente Sant'Anna, in corrispondenza del nuovo tracciato della ex Statale 522, ceduto alla Provincia il 3 ottobre 2001». Tale omissione, secondo l'accusa, avrebbe determinato l'inondazione del complesso turistico Lido degli Aranci di Bivona e delle zone
limitrofe, per tali accuse il politico vibonese è stato rinviato a giudizio nel giugno 2012 dal gup del tribunale di Vibo Valentia. Nel luglio del 2011 la Corte dei Conti ha rigettato una richiesta di risarcimento per danno erariale avanzata dalla Procura della stessa Corte contro Ottavio Bruni e altri membri dell'ex esecutivo provinciale e Dirigenti dell'ente, la vicenda riguardava presunti danni erariali per conferimento di incarichi esterni.
In merito all'inchiesta alluvione bis, il 25 ottobre 2016 il Tribunale collegiale di Vibo Valentia dichiara la prescrizione per il reato di omissione d'atti d'ufficio.